# Kim Hyun-mee
Kim Hyun-Mee (20 de setembro de 1967) é uma ex-handebolista sul-coreana.

## Títulos individuais
1989Melhor jogadora de handebol do mundo pela IHF